# Ouyi Zhixu
Ouyi Zhixu (chiń. 蕅益智旭, pinyin Ǒuyì Zhìxù ; ur. 1599, zm. 1655) – chiński mistrz chan okresu odrodzenia buddyzmu w XVII w. i 13 patriarcha Szkoły Czystej Krainy.

## Życiorys
Pochodził z Suzhou w prowincji Jiangsu.
W swojej młodości, od dwunastego roku życia, studiował konfucjanizm i całkowicie lekceważył buddyzm. Napisał nawet kilkadziesiąt esejów antybuddyjskich. Jednak w wieku 17 lat, po przeczytaniu pism Yunqiego Zhuhonga zmienił całkowicie swoje nastawienie i spalił swoje poprzednie eseje.
Według jego autobiografii przeżył swoje pierwsze „wielkie przebudzenie” w wieku 19 lat, gdy w czasie studiowania Dialogów konfucjańskich (chiń. Lunyu) natrafił na fragment, że „cały świat podda się życzliwości”, gdy ludzie powściągną się i powrócą do rytuałów.
W tym samym roku zmarł jego ojciec i Zhixu całkowicie poświęcił się buddyzmowi. Studiował sutry oraz praktykował intonowanie imienia buddy (nianfo).
W wieku 24 lat udał się do klasztoru, w którym został zaordynowany. Jego nauczycielem został mistrz chan Xueling, uczeń Hanshana Deqinga. W tym okresie całkowicie poświęcił się studiowaniu nauk jogaczary (chiń. faxiang) i doświadczył kolejnego „wielkiego przebudzenia” podczas medytacji chan.
Gdy miał 27 lat zmarła jego matka i Zhixu całkowicie oddał się medytacji chan. Jednak w czasie ciężkiej choroby zaczął praktykować nauki Czystej Krainy.
Po minięciu trzydziestki poświęcił się studiowaniu tekstów szkoły tiantai, której nauki pragnął zespolić z innymi doktrynami buddyjskimi. Zaczął pisać komentarze i eseje związane z sutrami buddyjskimi, jak i klasyczną konfucjańską Księgą zmian Zhouyiego.
Pod koniec XVI w. jezuiccy misjonarze Michele Ruggieri (1543-1607) i Matteo Ricci (1552-1610) przybyli do Chin z zamiarem „dopełnienia konfucjanizmu i zastąpienia buddyzmu” przez chrześcijaństwo. Zhixu dołączył do innych mistrzów buddyjskich atakujących tę religię i napisał tekst Pixie ji (Zebrane eseje obalające inną wiarę). Zaatakował chrześcijaństwo zwłaszcza za teodyceę; jak to jest możliwe, że miłosierny i wszechmogący bóg dopuszcza do pojawienia się zła w świecie. Zhixu bronił stanowiska, że zło i dobro pochodzą od istot ludzkich i są albo rozwijane, albo przezwyciężane dzięki odpowiedniej osobistej praktyce.
W wieku 56 lat przeszedł kolejną poważną chorobę, po której prawie całkowicie poświęcił się praktykom Czystej Krainy. W przeciwieństwie do japońskich nauczycieli związanych z Czystą Krainą, takich jak Hōnen czy Shinran, którzy całkowicie poddawali się „cudzej sile” (chiń. tali) buddy Amitabhy, jak większość chińskich nauczycieli buddyjskich bronił symbiotycznego połączenia „cudzej siły” Amitabhy z „własną siłą” (chiń. jili) chanu. Takie jego stanowisko jest widoczne w jednakowym traktowaniu przez niego trzech praktyk: medytacji (chan), doktryny (jiao) i wskazań (lü).

## Spuścizna
Pozostawił po sobie sześćdziesiąt dwie prace w 230 zwojach. Były to traktaty i komentarze na temat nauk i tekstów chan, tiantai, jogaczary, Czystej Krainy i innych.
- Emituojing yaojie (Zasadnicze wyjaśnienia do Amitābha-sūtry)
- Jingtu shiyao (Dziesięć istotnych [rzeczy] o Czystej Krainie)
- Pìxiè jí (闢邪集; Zebrane eseje obalające inną wiarę)
- Zhouyi chanjie (Chanisty objaśnienie „Księgi zmian”)
- Babu daoren zhuan (八不道人傳; Biografia człowieka Drogi imieniem „Osiem nie”)
- Xuan fopu (Wykres do wybrania Stanu Buddy)
- Fojiao chuban she (佛教出版社; dzieła zebrane) znane także pod tytułem

- Yiming Ouyi dashi jingxun luelu (一名蕅益大師警訓畧錄)

## Linia przekazu Dharmy zen
- Hanshan Deqing (1545-1623)

- Hueling (bd)

- Ouyi Zhixu (1599-1655)

- Mengcan (bd)